# 홀스테브로시

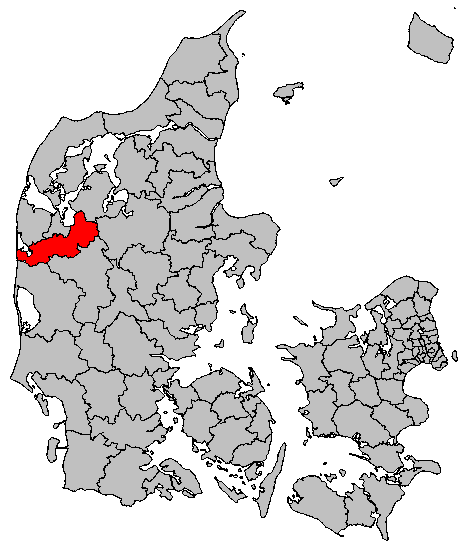
홀스테브로 시의 위치

홀스테브로시(덴마크어: Holstebro Kommune)는 덴마크 중앙윌란 지역에 위치한 지방 자치체로 행정 중심지는 홀스테브로이며 면적은 801.55km2, 인구는 57,411명(2014년 4월 1일 기준)이다. 덴마크 서부 윌란반도에 위치한다.